# دین زیمرمن
دین زیمرمن (به انگلیسی: Dean Zimmerman) (زاده ۸ آوریل ۱۹۷۴) یک تدوینگر فیلم و تلویزیون آمریکایی است. او برنده جوایز امی ساعات پربیننده شد و برای کارش در برنامه تلویزیونی چیزهای عجیب نامزد دو جایزه دیگر در بخش تدوین تصویر برجسته شد. زیمرمن همچنین یکی از اعضای سردبیران سینمای آمریکا است.

## گزیده آثار
- ساعت شلوغی ۳ (۲۰۰۷)
- جهنده (۲۰۰۸)
- شب در موزه: نبرد اسمیتسونین (۲۰۰۹)
- شب قرار (۲۰۱۰)
- سفرهای گالیور (۲۰۱۰)
- فولاد ناب (۲۰۱۱)
- دیدبان (۲۰۱۲)
- کارآموزی (۲۰۱۳)
- شب در موزه: راز مقبره (۲۰۱۴)
- آخرین شکارچی جادوگر (۲۰۱۵)
- تاریک‌ترین ذهن‌ها (۲۰۱۸)
- هولمز و واتسون (۲۰۱۸)
- گای آزاد (۲۰۲۱)
- پروژه آدام (۲۰۲۲)
- تمام نورهایی که نمی‌توانیم ببینیم (۲۰۲۳) - مینی‌سریال
- ددپول و ولورین (۲۰۲۴)